# Akihiro Hyodo
Akihiro Hyodo (兵働 昭弘, Hyodo Akihiro) est un footballeur japonais né le 3 octobre 1985. Il évolue au poste de milieu de terrain.

## Biographie
Akihiro Hyodo est sacré champion du Japon en 2011 et participe cette même année à la Coupe du monde des clubs qui se déroule au Japon.

## Palmarès
- Champion du Japon en 2011 avec le Kashiwa Reysol
- Finaliste de la Coupe du Japon en 2005 et 2010 avec le Shimizu S-Pulse
- Finaliste de la Coupe de la Ligue japonaise en 2008 avec le Shimizu S-Pulse